# FK Slovan Duslo Šaľa
FK Slovan Duslo Šaľa là một câu lạc bộ bóng đá Slovakia, đến từ thị trấn Šaľa.

## Huấn luyện viên đáng chú ý
- Vladimír Goffa (2014)
- Ladislav Molnár (2014-2015)
- Libor Fašiang (2015)
- Peter Gergely (2015-2016)